# Pilar Torres
Pilar Torres (Madrid, 14 de agosto de 1962) es una actriz española, especialmente popular por haber interpretado el papel de Bea en la conocida serie de Televisión española Verano azul.

## Biografía
Hermana de la también actriz Cristina Torres, al igual que ésta dio sus primeros pasos en el mundo de la interpretación siendo una niña durante la segunda mitad de los años setenta, en papeles de reparto de las películas Los 80 son hoy (1974), protagonizada por Catherine Deneuve y Fernando Rey; La lozana andaluza (1976), de Vicente Escrivá; Emilia...parada y fonda (1976) de Angelino Fons, con Ana Belén o la serie de TV Fortunata y Jacinta (1980), de Mario Camus.
Sin embargo, es en la temporada televisiva 1981-1982 cuando su popularidad alcanza su punto más alto, al ser seleccionada -al igual que su hermana- para el reparto de la popular serie Verano azul. Esta serie fue un auténtico fenómeno social en la España de la época. Antonio Mercero, director y guionista de la misma, le asignó el papel de Bea, una atractiva y simpática adolescente que pasa sus vacaciones en una pequeña población del Mediterráneo español junto a sus padres (interpretados por Manuel Tejada y Elisa Montés) y su hermano pequeño Tito (al que dio vida el niño Miguel Joven). Allí descubrirá la verdadera amistad, el amor y tendrá su primer encuentro con la muerte de un ser querido.
La serie catapultó a la fama a todos y cada uno de sus protagonistas. Sin embargo, pese a que Pilar fue portada de revistas sobre todo durante la emisión original de la serie y se convirtió en uno de los rostros más conocidos del momento, no continuó su carrera de actriz y se retiró totalmente de la escena pública. A ello probablemente contribuyó en gran medida la persecución a la que fue sometida por parte de la prensa tras conocerse que tuvo una relación sentimental con el operador de cámara Carlos de las Heras (hermano de la famosa cantante Rocío Dúrcal) durante el rodaje de Verano Azul en Nerja. Aunque en las numerosas entrevistas que concedió en la época se mostraba interesada en continuar su carrera de actriz, no tardó en quedar desencantada del mundo del cine y la televisión en el que ya no encontraba oportunidades y decidió cambiar el rumbo de su vida abandonando totalmente la interpretación.
Ha sido con diferencia la menos asidua a los eventos relacionados con el recuerdo de la serie, hasta el punto de no participar en casi ninguno. Como única excepción sí acompañó al resto del reparto en el homenaje que organizó Nerja por los 20 años de la serie el 24 de marzo de 2001. Descubrió una placa con su nombre en el parque "Verano Azul" de Nerja y posó junto a sus antiguos compañeros de reparto y rodaje en varios lugares de Nerja, entre ellos en el balcón de Europa.
Tras finalizar sus estudios, orientó su vida profesional al campo de la salud, concretamente trabajando como auxiliar de enfermería. Durante años desempeñó su labor profesional de auxiliar en un hospital militar, el Hospital del Aire, en la madrileña calle de Arturo Soria, hasta que este fue cerrado y derruido en 2004. Actualmente trabaja en el Hospital Central de la Defensa Gómez Ulla en la zona de Carabanchel-Aluche (Madrid). 
- Datos: Q6075862